# Герой Монгольской Народной Республики
Герой Монгольской Народной Республики (монг. Бүгд Найрамдах Монгол Ардын Улсын баатар) — высшее почётное звание МНР.

## История
Вскоре после победы Монгольской народной революции в 1921 году новой властью Монголии была образована высшая степень отличия - персональное почётное звание. Его присваивало народное Правительство Монгольской народной Республики. Первым такого звания - «Неустрашимый герой Монгольского народного государства» - был удостоен 23 сентября 1922 года руководитель революции Дамдин Сухэ-Батор; 24 апреля 1924 года звание «Несгибаемого народного героя» («Ардын Хатанбаатар») было присвоено его соратнику С. Максаржаву. Ещё двое монгольских военнослужащих были удостоены этого звания за героизм в боях на границе с Маньчжоу-Го в 1936 году. 
Как официальное высшее почётное звание, стоящее над всеми наградами и иными почётными званиями страны, звание «Герой Монгольской Народной Республики» было учреждено указом Президиума Малого Хурала МНР от 5 июля 1941 года в целях унификации личных почётных званий, присвоенных в 1921 — 1941 годах. Но непосредственно вслед за этим 10 июля 1941 г. маршалу Хоорлогийну Чойбалсану было вновь присвоено персональное звание «Испытанного Героя МНР». Впоследствии все упомянутые звания были приравнены к званию «Героя МНР». Это звание присваивалось монгольским и иностранным гражданам за исключительное мужество и самоотверженность и за выдающийся подвиг. Впоследствии им стали награждаться и другие лица за заслуги, не связанные с совершением личного подвига, например высшие руководители Монголии и СССР.
В 1945 году для лиц, удостоенных звания «Героя Монгольской Народной Республики», был введён особый знак отличия - медаль «Золотая Звезда Героя МНР». 

## Статут награды
Постановление Президиума Малого Хурала МНР № 43 от 5 июля 1941 года:
1. Звание Героя Монгольской Народной Республики присваивается Президиумом Малого Хурала МНР лицам, проявившим исключительное мужество и самоотверженность в деле защиты Родины, за выдающийся подвиг, совершённый в интересах сохранения и упрочения народно-революционного строя.

2. Лицам, которым присвоено звание Героя МНР, одновременно с выдачей соответствующего удостоверения вручается орден Боевого Красного Знамени МНР и особая «Медаль Героя МНР».

3. «Медаль Героя МНР» состоит из жёлтой пятиконечной звезды с изображением в её центре барельефа Сухэ-Батора. Лицевая поверхность медали имеет синий (небесный) цвет. Вверху помещено Красное знамя с надписью «Герой МНР».

4. Лица, получавшие звание Героя МНР, носят «Медаль Героя МНР», на левой стороне груди. Ношение медали обязательно на парадах, революционных празднествах и торжественных заседаниях.

5. Лица, которым присвоено звание Героя МНР, пользуются всеми правами, льготами, преимуществами, которые имеют все награждённые орденами МНР, в соответствии с «Положением об орденах МНР», утверждённым Президиумом Малого Хурала и Советом Министров МНР 16 мая 1941 года. Кроме этого, лица, которым присвоено звание Героя МНР:

а) пользуются правом бесплатного посещения театров, цирка, кино и других зрелищных мероприятий;

б) полностью освобождаются от уплаты подоходного налога и культсбора с получаемой ими заработной платы или денежному содержанию в МНРА и МВД, а также освобождаются от уплаты скотоводческого налога с лично им принадлежащего хозяйства.

6. Лицам, которым присвоено звание Героя МНР, за совершение нового героического поступка может быть присвоено новое звание «Дважды Герой МНР» с одновременной выдачей второй медали «Героя МНР» и ордена Боевого Красного Знамени МНР.

В этом случае на центральной площади в городе Улан-Баторе устанавливается бюст «Дважды Герой МНР».

7. Все требования, предъявляемые к лицам, награждённым орденами МНР, изложенные в статьях 26-30 «Положения об орденах МНР», полностью распространяются на лиц, которым присвоено звание «Герой МНР».
17 октября 1945 года был учреждён новый знак для Героев МНР – медаль «Золотая Звезда Героя МНР». С этого момента Героям МНР вручались медаль «Золотая Звезда» Героя МНР, орден Сухэ-Батора и особая грамота Героя МНР.

Постановление Президиума Малого Хурала МНР  № 91 от 17 октября 1945 года:

Президиум Малого Хурала МНР постановляет:

1. Утвердить новый образец знака «Герой МНР».

2. Утвердить описание знака «Герой МНР».

Описание знака «Герой МНР»

а) Знак «Герой МНР» представляет собой пятиконечную звезду, изготовленную из чистого полированного золота, украшенную драгоценными камнями и снабжённую колодкой для прикрепления к одежде.

б) Золотая пятиконечная звезда выполнена резкими объемными гранями, имеет 32 мм между противоположными концами, а вся длина знака «Герой МНР» вместе с колодкой составляет 55 мм.

в) Между концами золотой пятиконечной звезды находятся по два выступающих гранями коротких луча, расходящихся в стороны.

г) Промежутки между концами золотой звезды заполнены многогранными бриллиантами, приблизительно в 2/3 карата, помещёнными на основе тройных закреплённых лучей.

д) Над золотой пятиконечной звездой находится красная лента с вертикальными белыми полосками, помещённая в золотой рамке.

Ширина колодки в верхней части равна 25 мм, а высота боковой стороны – 10 мм. Расстояние между верхней частью и концами нижнего угла колодки равно 20 мм.

е) Шёлковая муаровая лента знака «Герой МНР» имеет парные вертикальные полоски белого цвета по правой и левой сторонам.

ж) На оборотной стороне знака имеется порядковый номер, а на оборотной стороне колодки нарезной штифт с гайкой.
Носится на левой стороне груди выше всех других наград Монголии.

## Награждённые
- 1. 23 сентября 1922 года — Дамдин Сухэ-Батор, Главнокомандующий Вооружёнными силами Монголии, военный министр Монголии
- 2. 24 апреля 1924 года — Хатан-Батор Максаржав, военный министр Монголии
- 3. 29 января 1936 года — Шагдарын Гонгор, пограничник, полковник Монгольской народной армии, за отличие в пограничном конфликте с японцами
- 4. 7 апреля 1936 года — Дамчаагийн Дэмбэрэл, командир ВВ отряд, подполковник Монгольской народной армии, за отличие в пограничном конфликте с японцами
- 5. 7 сентября 1939 года — Лодонгийн Дандар, командир 17-го кавалерийского полка, полковник Монгольской народной армии, за отличие в боях на Халхин-Голе
- 6. 21 октября 1939 года — Цэндийн Олзвой,  рядовой Монгольской народной армии, пулемётчик, за отличие в боях на Халхин-Голе
- 7. 10 июля 1941 года — Хорлогийн Чойбалсан, Маршал Монгольской Народной Республики
- 8. 20 сентября 1945 года — Хорлогийн Чойбалсан, Маршал Монгольской Народной Республики
- 9. 26 сентября 1945 года — Лувсанцэрэнгийн Аюуш, рядовой Монгольской народной армии, пулемётчик, награждён посмертно за отличие в советско-японской войне
- 10. 26 сентября 1945 года — Сангийн Дампил, майор Монгольской народной армии, за отличие в советско-японской войне
- 11. 26 сентября 1945 года — Дашийн Данзанванчиг, майор Монгольской народной армии, за отличие в советско-японской войне
- 12. 28 января 1949 года — Самданжамцын Лхагвадорж, пограничник, капитан Монгольской народной армии, награждён посмертно за отличие в пограничном конфликте с китайцами.
- 13. 28 января 1949 года — Баянбалын Тэгшээ, пограничник, рядовой Монгольской народной армии, награждён посмертно за отличие в пограничном конфликте с китайцами.
- 14. 28 января 1949 года — Лхунрэвийн Даваадорж, пограничник, рядовой Монгольской народной армии, награждён посмертно за отличие в пограничном конфликте с китайцами.
- 15. 17 декабря 1949 года — Сталин, Иосиф Виссарионович, Генералиссимус Советского Союза
- 16. 29 мая 1957 года — Ворошилов, Климент Ефремович, Маршал Советского Союза
- 17. 17 октября 1961 года — Хорлоогийн Дамба, пограничник, Монгольской народной армии, награждён посмертно за отличие в пограничном конфликте с китайцами.
- 18. 12 декабря 1961 года — Титов, Герман Степанович, лётчик-космонавт СССР
- 19. 13 июля 1962 года — Жадамбын Нэхийт, пограничник, майор Монгольской народной армии, за отличие в пограничном конфликте с китайцами.
- 20. 29 сентября 1964 года — Лувсандоржийн Гэлэгбатор, старший лейтенант Монгольской народной армии, награждён посмертно за отличие в боях на Халхин-Голе
- 21. 12 мая 1965 года — Чоймболын Шагдарсурэн, подполковник Монгольской народной армии, один из первых военных лётчиков Монголии, награждён посмертно за отличие в боях на Адагдулаане
- 22. 31 мая 1965 года — Николаев, Андриян Григорьевич, лётчик-космонавт СССР
- 23. 16 сентября 1966 года — Юмжагийн Цеденбал, Председатель Совета Министров Монгольской Народной Республики, первый секретарь Монгольской Народной Революционной партии
- 24. 18 августа 1967 года — Беляев, Павел Иванович, лётчик-космонавт СССР
- 25. 14 июня 1968 года — Баясгалангийн Бадам, пограничник, доброволец, награждён посмертно за отличие в пограничном конфликте с китайцами.
- 26. 12 августа 1969 года — Жуков, Георгий Константинович, Маршал Советского Союза
- 27. 18 августа 1969 года — Чойн Дугаржав, командир 23-я полка, подполковник Монгольской народной армии, за отличие в боях на Халхин-Голе и в советско-японской войне
- 28. 18 августа 1969 года — Даржагийн Хаянхярва, мехнаик-водитель броневика, майор Монгольской народной армии, за отличие в боях на Халхин-Голе
- 29. 12 марта 1971 года — Пунцагийн Чогдон, командир застава, полковник Монгольской народной армии, за отличие в пограничном конфликте с японцами и в боях на Халхин-Голе
- 30. 12 марта 1971 года — Дугэрийн Нянтайсурэн, командир 8-й кавалерийской дивизии, полковник Монгольской народной армии, за отличие в боях на Халхин-Голе и в советско-японской войне
- 31. 7 мая 1971 года — Конев, Иван Степанович, Маршал Советского Союза
- 32. 7 мая 1971 года — Плиев, Исса Александрович, генерал армии СССР
- 33. 7 мая 1971 года — Судец, Владимир Александрович, маршал авиации СССР
- 34. 1 июля 1971 года — Горбатко, Виктор Васильевич, лётчик-космонавт СССР
- 35. 13 октября 1971 года — Тувдэнгийн Бор, член МРСМ, награждён посмертно
- 36. 13 октября 1971 года — Бэгзийн Гиваан, пограничник, младший сержант Монгольской народной армии, награждён посмертно за отличие в пограничном конфликте с китайцами.
- 37. 10 октября 1972 года — Рукавишников, Николай Николаевич, лётчик-космонавт СССР
- 38. 7 июля 1973 года — Дуламдоржийн Самдан, пулемётчик, рядовой Монгольской народной армии, награждён посмертно за отличие в боях на Халхин-Голе
- 39. 12 сентября 1973 года — Дугэрийн Гуулин, пограничник, рядовой Монгольской народной армии,за отличие в пограничном конфликте с японцами и в боях на Халхин-Голе
- 40. 6 марта 1974 года — Гомбын Цэнд, начальник коммуна, награждён посмертно
- 41. 16 сентября 1974 года — Батын Дорж, генерал армии Монгольской народной армии, министр обороны Монгольской Народной Республики
- 42. 15 июля 1975 года — Федюнинский, Иван Иванович, генерал армии СССР
- 43. 2 сентября 1975 года — Магсарын Жанчив связист, рядовой Монгольской народной армии, награждён посмертно за отличие в советско-японской войне.
- 44. 14 декабря 1976 года — Брежнев, Леонид Ильич, Маршал Советского Союза, Генеральный секретарь Центрального Комитета КПСС
- 45. 19 февраля 1979 года — Косыгин, Алексей Николаевич, Председатель Совета Министров СССР
- 46. 18 августа 1979 года — Норпилийн Жамба, пограничник, рядовой Монгольской народной армии, старшина Монгольской народной армии, за отличие в пограничном конфликте с японцами и в боях на Халхин-Голе
- 47. 18 августа 1979 года — Самдангийн Тумурбатор,пограничник,  командир застава подполковник Монгольской народной армии, за отличие в пограничном конфликте с японцами и в боях на Халхин-Голе
- 48. 18 августа 1979 года — Мазимын Экей, лейтенант Монгольской народной армии, награждён посмертно за отличие в боях на Халхин-Голе
- 49. 13 марта 1981 года — Буточийн Цог, генерал-полковник Монгольской народной армии, министр обороны Монгольской Народной Республики
- 50. 31 марта 1981 года — Жугдэрдэмидийн Гуррагча, полковник Монгольской народной армии, первый космонавт Монголии
- 51. 31 марта 1981 года — Джанибеков, Владимир Александрович, лётчик-космонавт СССР
- 52. 8 июня 1981 года — Устинов, Дмитрий Фёдорович, Маршал Советского Союза, министр обороны СССР
- 53. 22 октября 1981 года — Ковалёнок, Владимир Васильевич, лётчик-космонавт СССР
- 54. 22 октября 1981 года — Савиных, Виктор Петрович, лётчик-космонавт СССР
- 55. 9 июля 1983 года — Дамдины Намнан, пограничник, рядовой Монгольской народной армии, награждён посмертно за отличие в пограничном конфликте с китайцами.
- 56. 15 августа 1984 года — Энхийн Шийлэг, пограничник, Монгольской народной армии, за отличие в боях на Халхин-Голе
- 57. 15 августа 1984 года — Ванчинжавын Шарав, командир батареи, лейтенант Монгольской народной армии, за отличие в боях на Халхин-Голе (посмертно)
- 58. 31 августа 1985 года — Туувейн Дуудэй, старшина Монгольской народной армии, за отличие в советско-японской войне 1945 года
- 59. 19 июля 1989 года — Жамьянгийн Лхагвасурэн, генерал-полковник Монгольской народной армии, за отличия в боях на Халхин-Голе (посмертно)

Данный список неполный. Звания Героя МНР удостаивались монгольские и советские граждане: военачальники, лётчики-космонавты, высшие государственные и партийные руководители — всего около 100 человек. Единственный человек, награждённый двумя медалями «Золотая Звезда Героя МНР» — маршал Хорлогийн Чойбалсан.